# スクールクラフト川

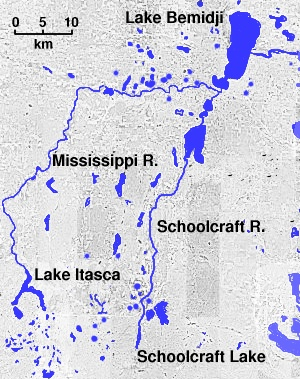
ミシシッピ川上流部とスクールクラフト川

スクールクラフト川（スクールクラフトがわ、Schoolcraft River）は、アメリカ合衆国ミネソタ州北部にある全長約48kmの川で、ミシシッピ川の支流である。ミシシッピ川において長さと流量を持つ主要な支流の中で最初に合流する河川であるとされている。名称は、この地域の地図を作成し1831年に近くにあるイタスカ湖がミシシッピ川の水源であることを発見したヘンリー・スクールクラフトに由来している。

## 流路
ミネソタ州ハバード郡中央部にあるレイクジョージの南に位置するスクールクラフト湖から流れ出し、ポール・バニヤン州有林を北東に流れプランタジネット湖に注ぐ。ベミジの南でミシシッピ川と合流し、ミシシッピ川はすぐにベミジ湖へ注ぐ。